# Kakau (Schmölln)
Kakau ist ein weilerartiger Ortsteil der Stadt Schmölln im Landkreis Altenburger Land in Thüringen.

## Lage
Kakau liegt wie die Kerngemeinde im Zeitzer-Schmöllner-Lösshügelland und besitzt Anschluss über die Landesstraße 2169 und Bundesstraße 7 mit dem Umland. Der Ort befindet sich im Tal der Großensteiner Sprotte.

## Geschichte
Am 24. September 1140 wurde der Weiler erstmals urkundlich erwähnt. Kakau gehörte zum wettinischen Amt Altenburg, welches ab dem 16. Jahrhundert aufgrund mehrerer Teilungen im Lauf seines Bestehens unter der Hoheit folgender Ernestinischer Herzogtümer stand: Herzogtum Sachsen (1554 bis 1572), Herzogtum Sachsen-Weimar (1572 bis 1603), Herzogtum Sachsen-Altenburg (1603 bis 1672), Herzogtum Sachsen-Gotha-Altenburg (1672 bis 1826). Bei der Neuordnung der Ernestinischen Herzogtümer im Jahr 1826 kam der Ort wiederum zum Herzogtum Sachsen-Altenburg. 
Nach der Verwaltungsreform im Herzogtum gehörte Kakau bezüglich der Verwaltung zum Ostkreis (bis 1900) bzw. zum Landratsamt Ronneburg (ab 1900). Das Dorf gehörte ab 1918 zum Freistaat Sachsen-Altenburg, der 1920 im Land Thüringen aufging. 1922 kam es zum Landkreis Altenburg.
Zum 1. Oktober 1939 wurden die Gemeinden Kakau und Dobra zur neuen Gemeinde Hartroda zusammengeschlossen. Diese wurde am 25. Juli 1952 in Dobra umbenannt und am 1. Januar 1971 nach Wildenbörten eingemeindet. Bei der zweiten Kreisreform in der DDR wurden 1952 die bestehenden Länder aufgelöst und die Landkreise neu zugeschnitten. Somit kam Kakau als Ortsteil der Gemeinde Dobra bzw. später der Gemeinde Wildenbörten mit dem Kreis Schmölln an den Bezirk Leipzig; jener gehörte seit 1990 als Landkreis Schmölln zu Thüringen und ging bei der thüringischen Kreisreform 1994 im Landkreis Altenburger Land auf. 7 Personen wohnten 2023 im Weiler. Durch die Eingliederung der Gemeinde Wildenbörten in die Stadt Schmölln gehört der Ort seit dem 1. Januar 2019 zu Schmölln.